# Chepes Viejo
Chepes Viejo är en ort i Argentina.   Den ligger i provinsen La Rioja, i den centrala delen av landet, 900 km väster om huvudstaden Buenos Aires. Chepes Viejo ligger 722 meter över havet och antalet invånare är 11 039.
Terrängen runt Chepes Viejo är kuperad åt nordväst, men åt sydost är den platt. Runt Chepes Viejo är det mycket glesbefolkat, med 3 invånare per kvadratkilometer.. Det finns inga andra samhällen i närheten.
Omgivningarna runt Chepes Viejo är i huvudsak ett öppet busklandskap.